# Big Audio Dynamite
Big Audio Dynamite, aussi connu sous les noms de Big Audio Dynamite II et Big Audio et souvent raccourci à BAD, est un groupe de rock britannique, originaire de Londres, en Angleterre. Il est formé en 1984 par l'ex-guitariste et chanteur des Clash, Mick Jones. Le groupe originel se reforme en début d'année 2011.

## Biographie

### T.R.A.C. (1984)
Après son éviction de The Clash en 1983, et un bref passage dans le groupe General Public, Mick Jones forme un nouveau groupe appelé Top Risk Action Company (T.R.A.C.). Il recrute le bassiste Leo « E-Zee Kill » Williams, le saxophoniste John « Boy » Lennard (de Theatre of Hate), et l'ex-batteur de The Clash Nicky « Topper » Headon. Headon est rapidement expulsé à cause de son addiction à l'héroïne, et Lennard part peu de temps après avant la séparation du groupe. Même si le groupe n'a rien publié — seules des démos ont été enregistrées —, T.R.A.C. peut être perçu comme le précurseur de Big Audio Dynamite de la même manière que London SS peut être perçu comme une première incarnation de The Clash.

### Big Audio Dynamite (1984–1990)
La première formation du groupe, trouvée par Mick Jones et Don Letts, fait ses débuts avec la sortie de This Is Big Audio Dynamite en 1985.  Jones et Don Letts sont accompagnés de Dan Donovan' au clavier, Leo Williams à la guitare basse et de Greg Roberts à la batterie et aux chœurs. Mick Jones était auparavant chanteur et guitariste de The Clash, qu'il avait fondé puis en avait été exclu. De son côté, Don Letts était réalisateur de cinéma, avec à son actif The Punk Rock Movie et divers clip des Clash.
En 1986, No. 10, Upping St. réunit Mick Jones et son ancien partenaire des Clash Joe Strummer. Ils coproduisent l'album et coécrivent de nombreux titres mais leur collaboration se termine rapidement. BAD fait la première de U2 sur leur tournée mondiale de 1987. 
À la suite de cette série de concerts, Big Audio Dynamite sort Tighten Up, Vol.88 en 1988, enchaine une nouvelle tournée, mais qui est rapidement stoppée. Mick Jones frôle la mort à la suite d'une sévère pneumonie. En soins intensifs pendant 17 jours, il se remettra lentement de son passage à l'hôpital et y perdra sa voix. En 1989, le groupe produit Megatop Phoenix album influencé par De La Soul (les morceaux s'enchainent sans un silence entre les morceaux) et teinté d'acid house. Malgré cet excellent album, le groupe se sépare au tout début de l'année 1990. À l'exception de Mick Jones, les anciens membres de B.A.D. partent former le groupe Screaming Target, et Mick Jones forme BAD II.

### Big Audio Dynamite II (1991–1993)
Le nouveau groupe sort en 1990 un album en édition limitée nommée "Kool Aid" qui une fois remixé sortira sous le nom The Globe en 1991, seul Mick Jones reste de la formation précédente. Le groupe s'appelle maintenant Big Audio Dynamite II. Cette nouvelle formation, composée de deux guitaristes, a un univers plus proche du style des Clash et joue souvent un son plus lourd, avec des influences de rock alternatif. L'album contient Rush, le plus grand succès commercial du groupe qui atteint la 1re place des charts modern rock américains.

### Big Audio (1994)
Le groupe recrute plus tard Andre Shapps au clavier (qui coproduit les trois albums de BAD II) et Michael « DJ Zonka » Custance comme DJ. Tous les deux apparaissent sur l'album Higher Power en 1994 que le groupe sort sous le nom de Big Audio. Leurs fans les appellent alors souvent comme cela. Le disque n'est pas aussi bien reçu que The Globe ou que les précédents albums de BAD.

### Dernières années (1995–1999)
Après avoir signé avec le label Radioactive Records de Gary Kurfirst en 1995, et sorti l'album F-Punk qui connait peu de succès, BAD n'arrive pas à publier son nouvel album, Entering a New Ride. La nouvelle formation compte alors dans ses rangs le chanteur Ranking Roger, un ancien de The Beat et de General Public. En 1998, le groupe lance son nouveau site internet, surtout pour se donner un moyen de distribuer ses chansons de l'album Entering a New Ride. 
Au début de 2007, un DVD live intitulé BAD II est publié.

### Retour (depuis 2011)

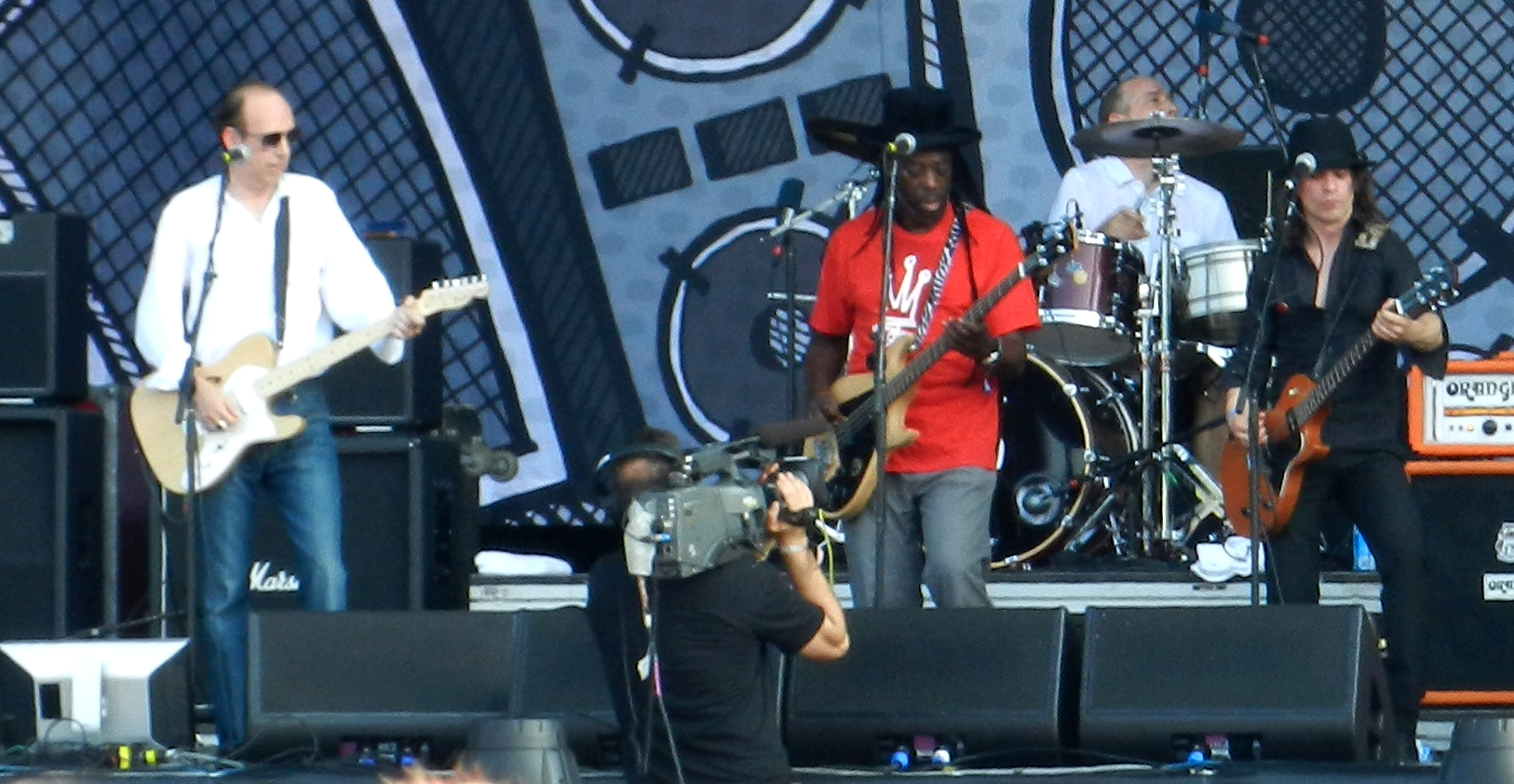
Big Audio Dynamite en concert en 2011.

En avril 2010, Don Letts révèle au magazine Billboard que lui et Mick Jones ont dans l'idée de reformer Big Audio Dynamite en 2011.
Le groupe dans sa formation originale, se reforme en janvier 2011. Après une mini-tournée en Angleterre, B.A.D. enchaine les festivals américain en juillet/août la même année. Le groupe, au-delà de jouer les E=MC², Bottom Line, Medecine Show etc., incorpore un tout nouveau titre nommé Rob Peter, Pay Paul. Leur tournée de neuf dates est bien accueillie par la presse ; leurs performances au Shepherd's Bush Empire sont notées d'un 4 sur 5 par The Times et The Observer accueille chaleureusement le retour de B.A.D. Leur prestation en tête d'affiche du festival Beautiful Days est bien accueillie par le site web musical Louder than War.

## Membres

### Membres actuels
- Mick Jones - guitare, voix
- Don Letts - effets sonores, voix
- Leo Williams - guitare basse
- Greg Roberts - batterie, chœurs
- Dan Donovan - claviers (remplacé pendant la tournée[Laquelle ?] par Davo - Guitare, claviers, chœurs)

### Anciens membres
- Nick Hawkins - guitare, chœurs (1990-1997)
- Gary Stonadge - guitare basse, chœurs (1990-1995)
- Chris Kavanagh - batterie, chœurs (1990-1995)
- Andre Shapps - claviers
- Darryl Fulstow - guitare basse (1995-1998)
- Bob Wond - batterie (1995-1998)

## Discographie

### Albums studio
- 1985 : This Is Big Audio Dynamite (sous Big Audio Dynamite)
- 1986 : No. 10 Upping St. (sous Big Audio Dynamite)
- 1988 : Tighten Up, Vol.88 (sous Big Audio Dynamite)
- 1989 : Megatop Phoenix (sous Big Audio Dynamite)
- 1990 : Kool-Aid (sous Big Audio Dynamite II)
- 1991 : The Globe (sous Big Audio Dynamite II)
- 1994 : Higher Power (sous Big Audio)
- 1995 : F-Punk (sous Big Audio Dynamite)
- 1997 : Entering a New Ride (sous Big Audio Dynamite)
- 2010 : This Is Big Audio Dynamite Legacy Edition (sous Big Audio Dynamite)

### Compilations
- 1991 : Ally Pally Paradiso (album live) (sous Big Audio Dynamite II)
- 1993 : The Lost Treasures of Big Audio Dynamite I and II (compilation d'inédits et de faces B)
- 1995 : Planet B.A.D. (best of)
- 1999 : Super Hits (best of)
- 2009 : The Best of Big Audio Dynamite (compilation)

### Singles
- 1986 : The Bottom Line - Album This Is Big Audio Dynamite
- 1986 : E=MC2 - Album This Is Big Audio Dynamite
- 1986 : Medicine Show - Album This Is Big Audio Dynamite
- 1986 : C'Mon Every Beat Box - Album No 10, Upping Street
- 1987 : V Thirteen - Album No 10, Upping Street
- 1987 : Sightsee MC - Album No 10, Upping Street
- 1988 : Just Play Music! - Album Tighten Up, Vol. 88
- 1988 : Other 99 - Album Tighten Up, Vol. 88
- 1989 : James Brown - Album Megatop Phoenix
- 1989 : Contact - Album Megatop Phoenix
- 1991 : Rush - Album The Globe
- 1991 : The Globe - Album The Globe
- 1994 : Looking for a Song - Album Higher Power